# Henrik Moor

Henrik Moor (Selbstporträt, 1913)

Henrik Moor (* 22. Dezember 1876 in Prag; † 10. November 1940 in Fürstenfeldbruck, auch Heinrich Moor) war ein deutsch-österreichischer Kunstmaler und Bruder des Pianisten, Komponisten und Erfinders Emanuel Moor.

## Leben
In Prag und Kecskemét aufgewachsen, lebte Henrik Moor, bedingt durch ein Engagement seines Vaters, des Oberkantors und Opernsängers Rafael Moor, von 1885 bis 1888 in New York.
Nach Studienjahren bei Alphonse Legros und Frederick Brown in London und dem Besuch der Académie Julian in Paris immatrikulierte er sich 1894 als Schüler von Otto Seitz und Ludwig Schmid-Reutte an der Akademie der Bildenden Künste München. 1900 nahm er erstmals an der Jahresausstellung der Münchener Künstlergenossenschaft im Glaspalast teil.
1903 heiratete er die Kaufmannstochter Eugenie Wolff aus Mannheim, 1908 ließ er sich in Fürstenfeldbruck nieder, wo im Laufe der Jahre eine Künstlerkolonie entstanden war. 1910 schloss Moor sich der Luitpold-Gruppe an, zu deren Jury-Mitglied er schon bald ernannt wurde.
Im Ersten Weltkrieg als Österreicher heimatverpflichtet, 1917 zum Landsturm eingezogen, bewarb er sich in Wien um einen Posten als Kriegsmaler in der Kunstgruppe des k.u.k. Kriegspressequartiers, welcher er im März 1918 zugeteilt wurde. Bis Kriegsende malte er sowohl Soldatenportraits, als auch Landschaftsbilder, Städteansichten und folkloristische Motive, u. a. bei Exkursionen nach Feltre an der Piave-Front, Sarajevo und Cetinje.
Seine große Familie mit sieben Kindern ernährte der Künstler durch Auftragsarbeiten im In- und Ausland sowie Ausstellungsverkäufe. Beim Brand des Glaspalastes am 6. Juli 1931 gingen sechs seiner Werke verloren.
Befreundet war er mit dem ebenfalls in Fürstenfeldbruck ansässigen Malerehepaar Selma Des Coudres und Adolf Des Coudres, dem Architekten Adolf Voll und dem Schriftsteller Dr. Owlglass. Mit Fritz Behrendt entwickelte er in dessen Farbenfabrik in Grafrath die weltweit vertriebene Behrendt-Moor-Tempera.
Henrik Moor, der 1929 die deutsche und bayerische Staatsbürgerschaft erhalten hatte, gelang es, seine jüdische Herkunft im Dritten Reich nur mit Hilfe des ihm wohlgesinnten Landrats Karl Sepp geheim zu halten. Sein Gemälde Motiv aus Bern wurde 1937 aus dem Besitz der Bayerischen Staatsgemäldesammlungen als „entartet“ beschlagnahmt. Es gilt bis heute als verschollen. Im selben Jahr übernahm er die nach dem Tod von Moritz Heymann kurzzeitig von Oswald Malura weitergeführte „Schule für zeichnende Künste und Malerei“ in der Türkenstraße in Schwabing und unterrichtet dort, bis er im November 1940 unerwartet an einem Blinddarmdurchbruch verstarb.
Sein Nachlass wird von der Henrik und Emanuel Moor Stiftung betreut.

## Werk

### Künstlerisches Schaffen
Henrik Moor hat ein ambitioniertes Werk geschaffen. Zeit seines Lebens war er auf der Suche nach einer eigenen künstlerischen Aussage und hat sich dabei weder motivisch noch stilistisch auf irgendeine Art von Verkaufskunst festgelegt. 
An seinen Bilderfindungen ist abzulesen, dass er das zeitgenössische Kunstgeschehen aufmerksam verfolgte. So scheinen in den verschiedenen Schaffensphasen Eigenheiten der Freilichtmalerei, des Jugendstils, des Expressionismus, sowie auch der abstrakten Malerei und des Futurismus auf. 
Schon zu Beginn der 1920er Jahre löste er sich von der gegenständlichen Malerei und experimentierte mit rhythmischen, nahezu gestischen Strukturen. Um 1930 erfand er eine spezielle Art des Futurismus, die Aufspaltung der Bildfläche in kleinste geometrische Formen. Ein theoretisches Fundament für seine avantgardistische Kunst ist nicht bekannt.
Moor hat ein umfangreiches Œuvre hinterlassen. Über 700 Gemälde sind überliefert, die sich in privatem oder öffentlichem Besitz befinden. Von 1900 bis 1931 wurden mehr als 100 seiner Werke in den Jahresausstellungen im Münchner Glaspalast gezeigt, noch einmal so viele waren in Kunstvereinen und Galerien zu sehen. Nur wenige konnten bislang eindeutig identifiziert werden.

### Gemälde (Auswahl)
- Wilhelm August von Breitling, 1908, Öl auf Leinwand, 113 × 93 cm (Stadt Gaildorf)
- Carl Gottlob Molt, 1909, Öl auf Leinwand, 100 × 110 cm (Privatbesitz)
- Bildnis des Malers Professor Fritz Baer, 1913, Öl auf Leinwand, 110 × 100 cm (Städtische Galerie im Lenbachhaus München)
- Pablo Casals, um 1914, Öl auf Leinwand, 95 × 75 cm (Sparkasse Fürstenfeldbruck)[2]
- Alfred Marxer, 1915, Öl auf Leinwand, 72 × 58,5 cm (Privatbesitz)
- Geheimrat Wieland mit Ehefrau Josefine und Freunden beim Zwirbelspiel, um 1915, Öl auf Leinwand, 145 × 100 cm (Bayerische Staatsgemäldesammlungen München)
- Porträt Feldpilot Stabsfeldwebel Karl Urban, 1918, Öl auf Leinwand, 70 × 60 cm (Heeresgeschichtliches Museum Wien)
- Porträt Feldpilot Hauptmann Dr. Eugen Macher, 1918, Öl auf Leinwand, 70 × 60,5 cm (Heeresgeschichtliches Museum Wien)
- Porträt Beobachter Leutnant Ladislaus Kullmann, 1918, Öl auf Leinwand, 65 × 43 cm (Heeresgeschichtliches Museum Wien)
- Dr. Owlglass, 1920, Öl auf Leinwand, 55,5 × 44 cm (Deutsches Literaturarchiv Marbach)[3]
- Selma Des Coudres, 1926, Tempera auf Papier, 16 × 12 cm (Privatbesitz)
- Anton Bruckner, Öl auf Leinwand (Kunstausstellung 1931 im Glaspalast. Beim Brand am 6. Juni zerstört[4])
- Paul Heinzelmann, 1938, Kohlezeichnung auf Papier, 49 × 37,5 cm (Privatbesitz)
- Interieur, o. J., Tempera auf Pappe, 65 × 50 cm (Stadtarchiv Fürth / Städtische Sammlungen)

### Ausstellungen (Auswahl)
- 1900, 1902–1904, 1907–1908, 1910–1914, 1916–1931 Glaspalast München
- 1907 Ausstellung des Vereins bildender Künstler Münchens Secession
- 1913 Frühjahrsausstellung des Oberösterreichischen Kunstvereins in Linz
- 1914 Biennale di Venezia
- 1914 Ausstellung der Société des Artistes Indépendants im Salon des Indépendants, Paris
- 1932 Münchner Kunstausstellung im Deutschen Museum
- 1995/1996 Henrik Moor. Eine Ausstellung im Stadtmuseum Fürstenfeldbruck
- 2016 Henrik Moor (1876–1940). Avantgarde im Verborgenen. Museum Fürstenfeldbruck und Museum im Kunsthaus 12. Mai bis 25. September 2016

## Rundfunk
- Julian Ignatowitsch: Henrik Moor-Ausstellung in Fürstenfeldbruck. Deutschlandfunk (Kultur heute), 15. Mai 2016

- Gaby Weber: Henrik Moor-Ausstellung 'Avantgarde im Verborgenen'. BR Fernsehen (Rundschau-Magazin), 15. Mai 2016

- Sarah Khosh-Amoz: Die Wiesen blau, die Wolken schwefelgelb – Der Maler Henrik Moor in Fürstenfeldbruck. Bayern 2 (Land und Leute), 11. September 2016